# Загорский, Николай Григорьевич
Никола́й Григо́рьевич Заго́рский (1933—1992) — директор Липецкого тракторного завода в 1976—1992 годах, заслуженный машиностроитель РСФСР.

## Биография
Николай Григорьевич Загорский родился в 1933 году в селе Троицком Липецкого района. Работал техником в НИИ имени Карбышева (1954). В 1954—1957 служил в Советской Армии. После демобилизации работал инженером-конструктором на Липецком тракторном заводе и одновременно учился в Московском институте стали и сплавов. После окончания института в 1964 году был назначен заместителем директора Чаплыгинского агрегатного завода, в 1965 — главным инженером, а в 1967 — директором того же завода.
С 1976 Н. Г. Загорский — директор Липецкого тракторного завода. Под его руководством была произведена коренная реконструкция цехов, прошло расширение производственных площадей завода.
Н. Г. Загорский неоднократно избирался депутатом областного совета. Ему было присвоено почётное звание «Заслуженный машиностроитель РСФСР».

## Награды
- Орден Трудового Красного Знамени (дважды — 1971 и 1981)
- Орден Октябрьской Революции (1987)
- Орден «Знак Почёта» (1984).

## Память
- Имя Загорского носит одна из площадей областного центра в Тракторном — площадь Загорского
- На здании заводоуправления ОАО «Липецкий трактор» (Краснозаводская улица, 1) установлена мемориальная доска в память о Н. Г. Загорском.